# Manta (Bénin)
Pour les articles homonymes, voir Manta.
Manta est l'un des sept arrondissements de la commune de Boukoumbé, dans le département de l'Atacora. Il est situé au nord-ouest du Bénin, en pays otammari, à proximité de la frontière avec le Togo.

## Organisation administrative
L'arrondissement de Manta compte 15 villages : Dikon Hein, Dikouténi, Dimatadoni, Dimatima, Dipokor, Dipokor-Tchaaba, Kouhingou, Koukouakoumagou, Koukouangou, Koumadogou, Kounatchatiégou, Koutangou-Manta, Koutchantié, Takotiéta, Tatchadiéta.

## Population
Lors du recensement de 2002 (RGPH-3), l'arrondissement de Manta comptait 10 683 habitants. 
En 2013 (RGPH-4), il en compte 13 633, principalement des Batammariba, qui représentent 92,4 % de la population de la commune de Boukoumbé.
On y parle le batchaabà, un dialecte du ditammari.

## Religion
Dans la commune de Boukoumbé, la religion traditionnelle est dominante, avec 92,8 % de la population.

Autels sacrificiels et fétiches à Manta
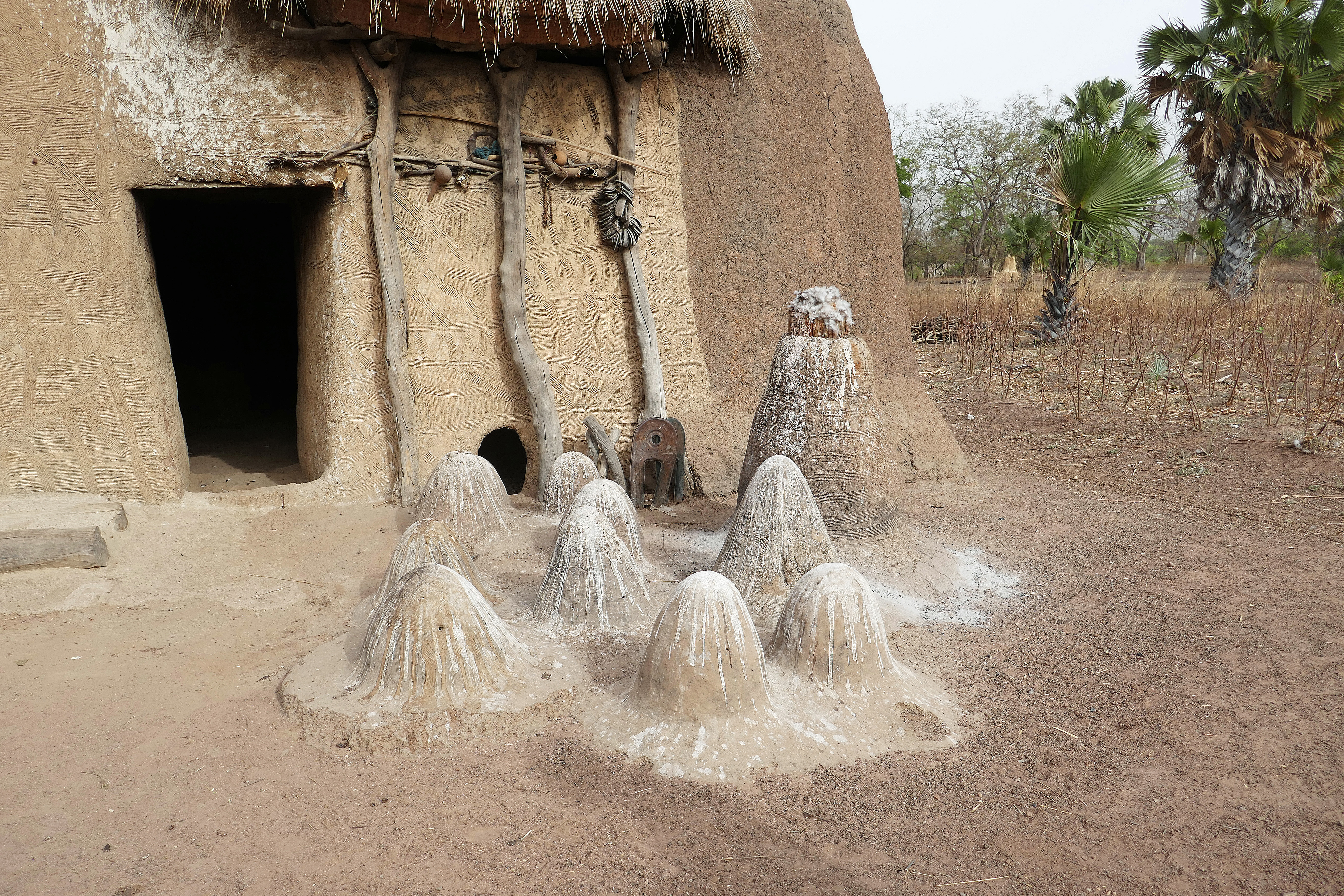
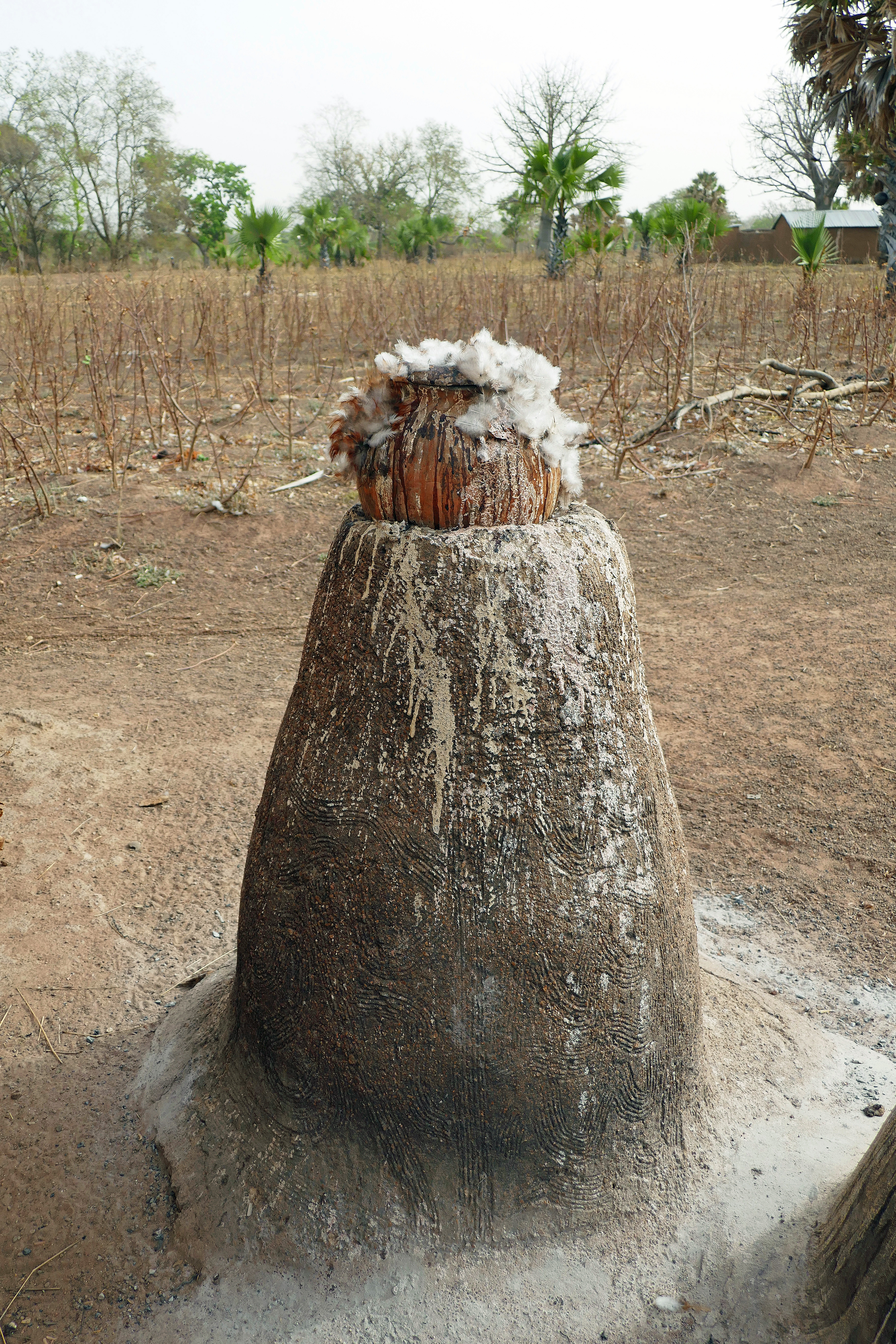
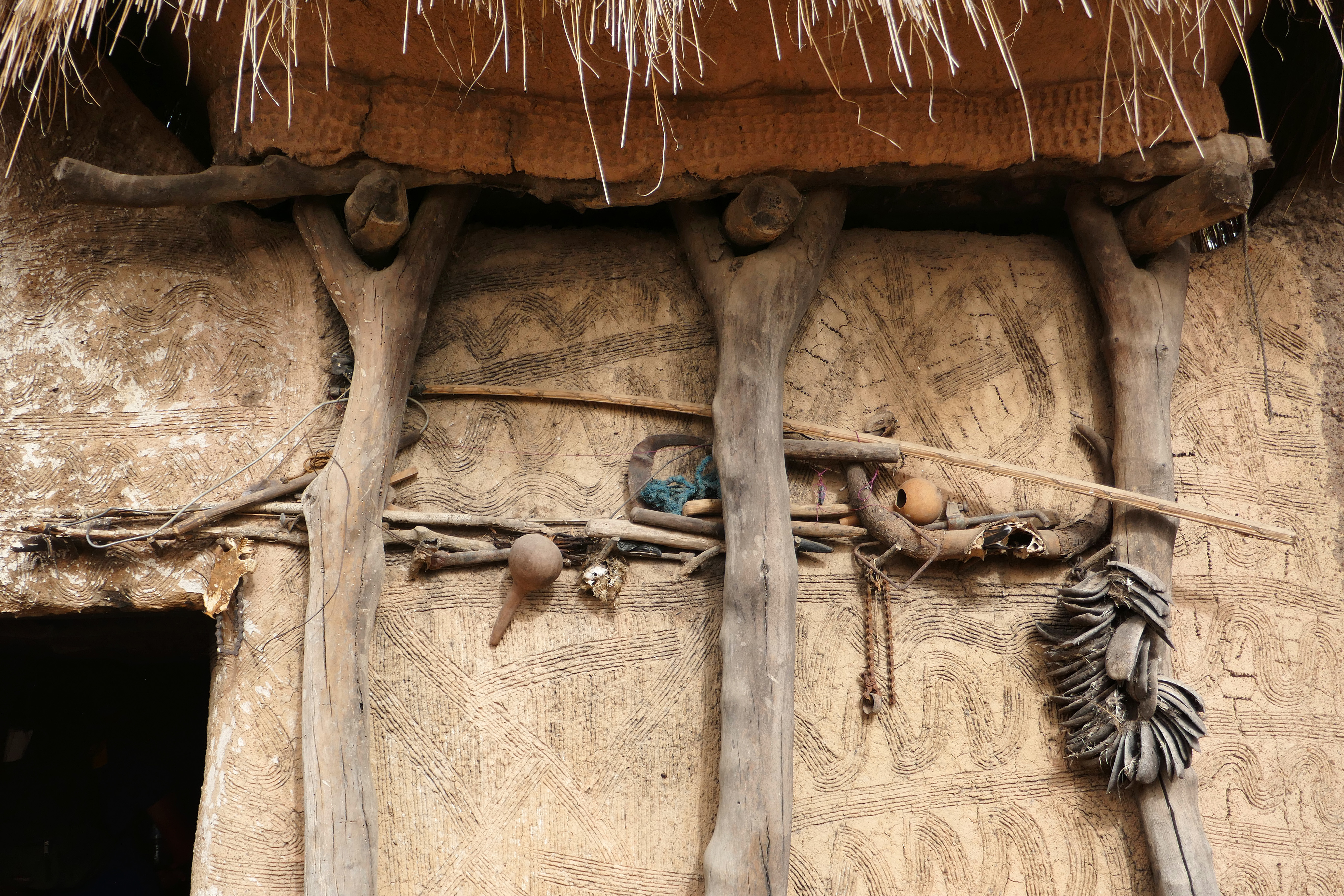

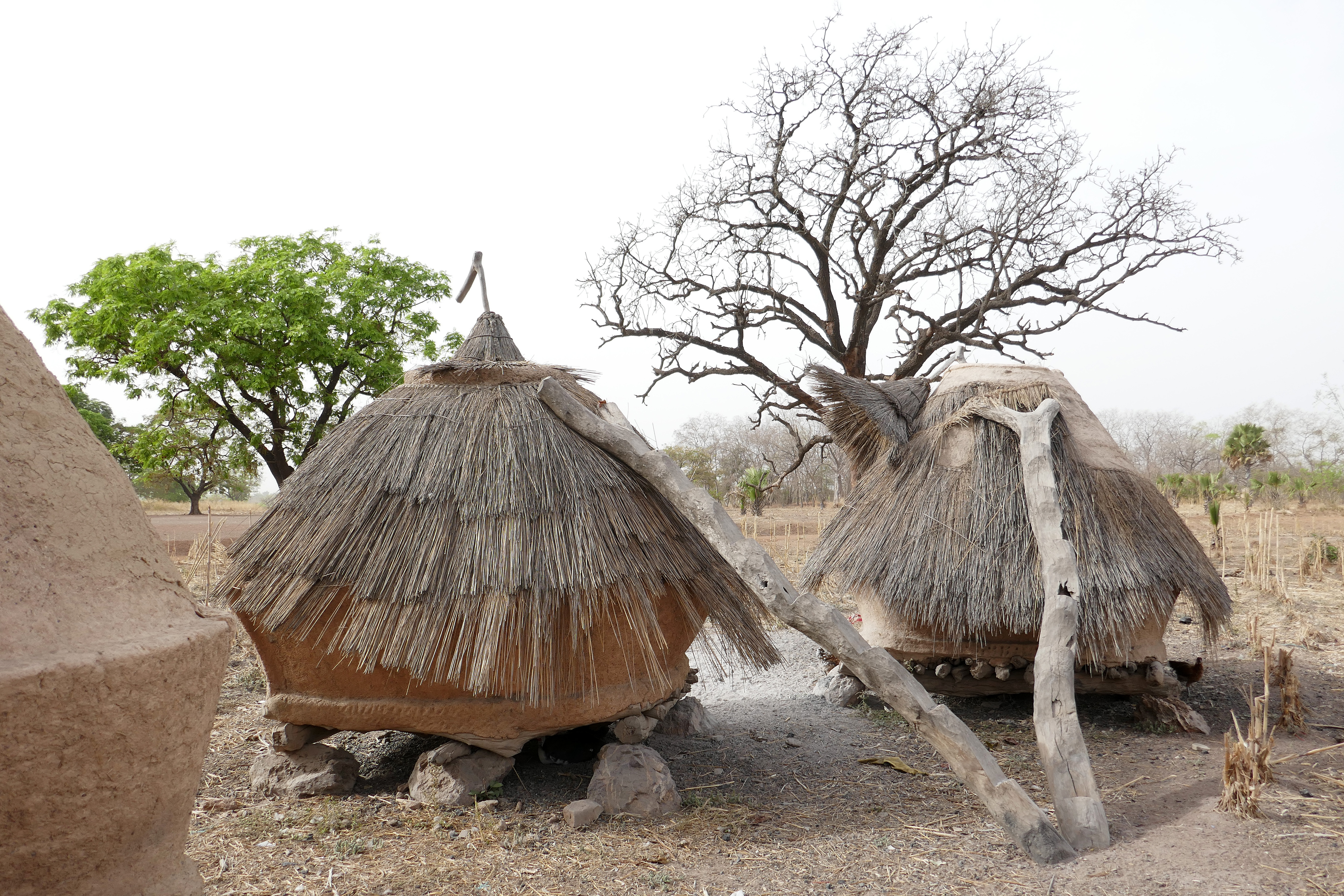
Case chez les Otamari (group èthnique.

Le catholicisme est présent avec 3,9 %
À Manta, le nouvel évêque, Mgr Redois, crée une paroisse en 1965, qu'il confie au père Jean Clouet, issu comme lui de la Société des missions africaines de Lyon, qui y développe la catéchèse à partir des contes et des proverbes du pays. À partir de 1971, il est rejoint par une communauté de sœurs missionnaires de Notre-Dame des Apôtres.
Rattachée au diocèse de Natitingou, l'église Sainte-Thérèse de l'Enfant Jésus a été construite par le père Clouet, inhumé près de l'édifice. Elle épouse l'architecture des tatas somba, caractéristique de la région : les deux clochers reproduisent la forme des greniers du pays ; les murs rouges en banco, rehaussés de claustras peints en blanc, utilisent la latérite locale ; la porte principale adopte la forme trapézoïdale de l'entrée des tatas.

## Éducation

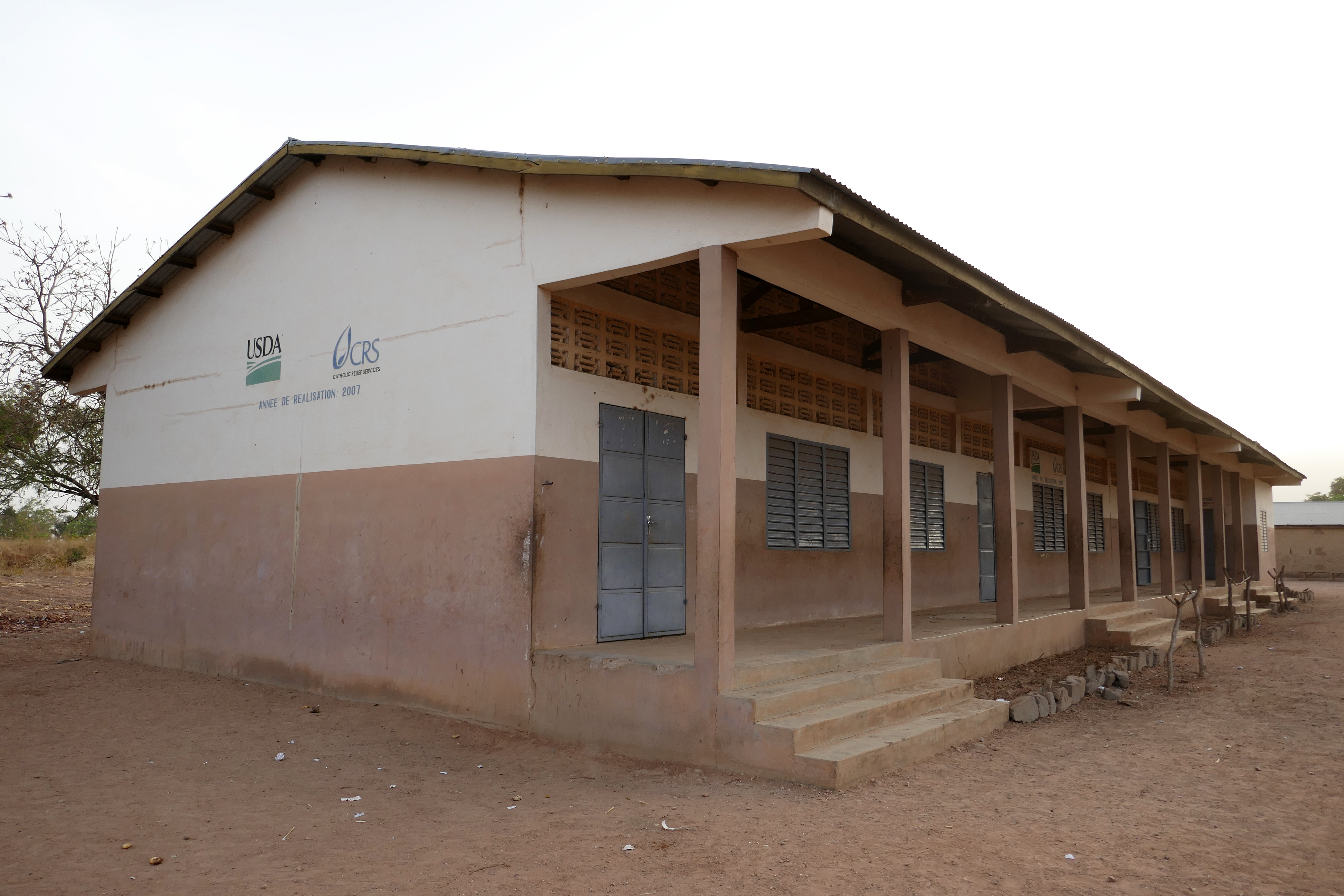
École primaire publique (EPP) de Dimatadoni

Manta possède un collège (CEG) avec internat.
Avec le soutien de l'association Da Mutommu, l'école primaire Marie-Louise Rostagnat est inaugurée en août 2011.

## Transports
Manta est traversé par la route nationale RN 12bis.